# Cambus O'may
Cambus O′may je litinový most pro pěší přes řeku Dee v Aberdeenshire ve Skotsku. Most je skotská kulturní památka od 16. dubna 1971 vedená pod číslem LB9328.

## Historie
Most postavila v roce 1905 firma James Abernethy and Company, Engineers and Ironfounders, Aberdeen. Byl darem Alexandera Gordona (1818–1895) veřejnosti. Pamětní deska o této události je na jednom pylonu mostu.
Most poškodila bouře Frank. Po opravě byl slavnostně otevřen v roce 1988 za přítomnosti královny Alžběty, královny matky.

## Popis
Kovová příhradová mostová konstrukce zavěšená na lanových pylonech. Délka mostu je asi 50 metrů, šířka 1,2 metry.

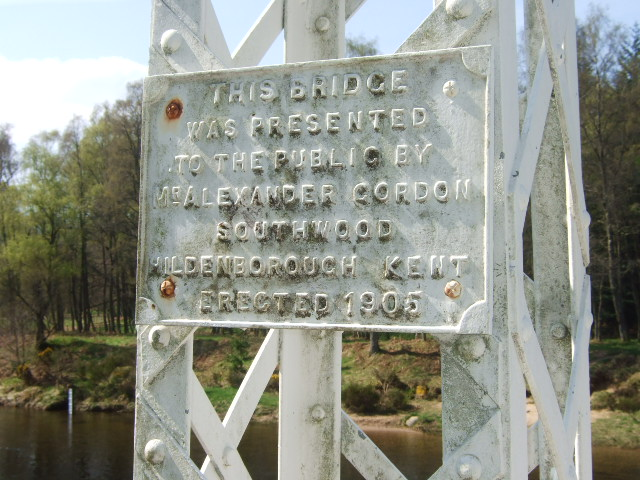